# Les Veuves (film, 1976)
Pour le film américain de 2018, voir Les Veuves.
Pour plus de détails, voir Fiche technique et Distribution.
Les Veuves (en russe : Вдовы, Vdovy) est un film soviétique réalisé par Sergueï Mikaelian et sorti en 1976,. 

## Synopsis
Dans un village soviétique, deux veuves, Alexandra Gromova et Elisaveta Petounina, qui ont perdu pendant la Seconde Guerre mondiale tous leurs proches, vivent ensemble dans une maison. Elles entretiennent la tombe des deux soldats qu'elles ont enterrés elles-mêmes en 1941. L'identité des morts est inconnue, seul un fragment d'une photo de piètre qualité tachée de sang a été trouvé sur l'un des corps.
À l'occasion des célébrations du jour de la Victoire, la photo est publiée dans un journal.  Peu après les deux veuves doivent faire face à un véritable défilé, les proches et les amis des soldats disparus en guerre de tous les coins de l'Union soviétique arrivent chez elles croyant reconnaitre dans l'image publiée les traits de leurs êtres chers.

## Fiche technique
- Titre du film : Les Veuves
- Titre original : Вдовы (Vdovy)
- Réalisation : Sergueï Mikaelian
- Scénario : Youli Dounski, Valeri Fried
- Photographie : Vladimir Tchoumak
- Direction artistique : Grachia Mekinian
- Son : Natalia Levitina
- Production : Lenfilm
- Durée : 130 minutes
- Pays d'origine : Union soviétique
- Sortie : 1976
- Genre : drame, film de guerre

## Distribution
- Galina Makarova: Alexandra Gromova
- Borislav Brondoukov : Galkine
- Galina Skorobogatova : Elisaveta Petounina
- Guennadi Lojkine : Boris Emelianovitch
- Nina Mazaïeva : Zinaïda Kharitonova
- Nina Mamaïeva : veuve de Piotr Filipenko
- Raïassa Maximova : Alla
- Mikhaïl Pogorjelski : Anatoli Kireïev
- Vladimir Pitsek : mari d'Alla
- Boris Morozov : Guennadi Petrovitch
- Larissa Tchikourova : Nadia Kharitonova
- Youri Kaïourov : Krotov
- Pavel Kormounine : Piotr Ivanovitch, directeur du kolkhoze
- Youri Dubrovin : le capitaine Voronkov
- Elena Tsyplakova : Tonia
- Anatoli Roudakov : Gricha
- Grigori Mikhaïlov : Vanychev
- Igor Beziaïev : Mourine